# Песня-85
«Песня-85» — пятнадцатый советский телевизионный фестиваль эстрадной песни из серии «Песня года». Финальный концерт проводился во Дворце спорта «Динамо», транслировался по телевидению 29 декабря 1985 года, повтор 26 января 1986.
Производство: Главная редакция музыкальных программ. Авторы сценария: Виталий Резников, Анисим Гиммерверт; режиссёр-постановщик:  Лариса Маслюк; оператор-постановщик:  Геннадий Зубанов; редакторы: Наталья Шеманкова, Анисим Гиммерверт; художник-постановщик: Галина Мазненкова; звукорежиссёры: Борис Дубровский, Наталья Черных.
Продолжительность — 2 часа 54 минуты, количество песен — 36. Оркестр — эстрадно-симфонический оркестр Центрального телевидения и Всесоюзного радио, дирижёр Александр Петухов.
Ведущие — Инна Ермилова и Юрий Николаев. Тема фестиваля: 40-летие Победы, Фестиваль молодёжи и студентов. В плане постановки и съёмки финал неудачен — певцы засняты сзади, либо сбоку, почти нет хороших крупных планов. Для того, чтобы увидеть Аллу Пугачёву, певшую на балконе, зрителям пришлось встать со своих мест. Во время выступления Игоря Скляра, в кадр почти постоянно попадали телекамеры.
Гимн фестиваля «Песня остаётся с человеком» (музыка Аркадий Островский, слова Сергей Островой).
Избранные песни фестиваля на Discogs: «Паромщик» (исполнительница Алла Пугачёва) и другие; их жанр был определён, как поп, рок, фолк, уорлд, кантри, а стиль как шлягер и баллада.

## Фон
Генеральный секретарь ЦК КПСС Михаил Горбачёв, избранный после смерти Константина Черненко,  начал «перестройку» с кадровых чисток. Перестройка приносит изменения на консервативное телевидение СССР, так вопреки возмущению блюстителей нравов, аэробику под музыку диско показывают по Центральному телевидению.
Итоги 1985 года согласно «Звуковой дорожке»):
Лучшая певица
1. Алла Пугачёва. 2. Катя Семёнова. 3. Анне Вески. 4. София Ротару. 5. Марью Ляник.
Лучший певец
1. Валерий Леонтьев. 2. Владимир Кузьмин. 3. Александр Барыкин. 4. Андрей Макаревич. 5. Артур Михеев.
Лучшие ансамбли
1. «Автограф». 2. «Машина времени». 3. «Земляне». 4. «Форум». 5. Группа Владимира Кузьмина.
Лучшие песни
1. «Робинзон» — Алла Пугачёва. 2. «Белая дверь» — Алла Пугачёва. 3. «Паромщик» — Алла Пугачёва. 4. «Голос» — Владимир Кузьмин. 5. «Комарово» — Игорь Скляр.
Лучшие диски
1. «Ступени» (Д. Тухманов) — Александр Барыкин. 2. «Стадион» (А. Градский) — разные исполнители. 3. «Диалог» (Р. Паулс) — Валерий Леонтьев. 4. «Трофей» — группа «Радар». 5. «Поверь в мечту» — Юрий Антонов.
Итоги 1985 года согласно опросу читателей газеты «Смена» (в рубрике «Звезды-85»):
Лучшая певица
1. Алла Пугачёва. 2. Анне Вески. 3. София Ротару. 4. Марью Ляник. 5. Валентина Пономарёва. 6. Эдита Пьеха. 7. Катя Семёнова. 8. Лариса Долина. 9. Кристина Орбакайте. 10. Катя Суржикова.
Лучший певец
1. Валерий Леонтьев. 2. Михаил Боярский. 3. Александр Барыкин. 4. Юрий Антонов. 5. Владимир Кузьмин. 6. Александр Градский. 7. Юрий Охочинский. 8. Альберт Асадуллин. 9. Михаил Муромов. 

## Дебюты
- Ирина Аллегрова — Голос ребенка (Оскар Фельцман — Михаил Рябинин)[7].
- Игорь Скляр.

## Премьера песни
- Майский вальс[8]

## Популярные песни года, представленные на фестивале
- «Прекрасное далёко» (из к/ф «Гостья из будущего», Евгений Крылатов — Юрий Энтин)[1][9][10][11].
- «Паромщик» (Игорь Николаев — Николай Зиновьев)[1][11].
- «Делу время» (Раймонд Паулс — Илья Резник, исполнительница Алла Пугачёва)[11].
- «Аист на крыше» (Давид Тухманов — Анатолий Поперечный, исполнительница София Ротару)[1][10].
- «Живи родник» (Вячеслав Добрынин — Владимир Дюков, исполнитель Сергей Беликов)[1].
- «Комарово (Я уеду в Комарово)» (Игорь Николаев — Михаил Танич, исполнитель Игорь Скляр)[1][11].

## Финалисты
В финальном концерте прозвучали следующие песни-лауреаты:
| №  | Название                                                                              | Автор музыки                       | Автор текста                                | Исполнитель                                                | Примечание                                                                                                   |
| -- | ------------------------------------------------------------------------------------- | ---------------------------------- | ------------------------------------------- | ---------------------------------------------------------- | --- |
| 1  | 1-е отделение: Во имя жизни                                                           | Александра Пахмутова               | Николай Добронравов                         | Радик Гареев (народный артист Башкирской АССР)             | |
| 2  | Как прекрасна жизнь ( из к/ф «Вечный зов»)                                            | Леонид Афанасьев                   | Игорь Шаферан                               | Галина Булгакова                                           | |
| 3  | Прекрасное далёко (из к/ф «Гостья из будущего»)                                       | Евгений Крылатов                   | Юрий Энтин                                  | Трио Меридиан (лауреат премии Ленинского комсомола)        | |
| 4  | Голос ребенка                                                                         | Оскар Фельцман                     | Михаил Рябинин                              | Ирина Аллегрова                                            | |
| 5  | Ты моя надежда, ты моя отрада (из многосер. х/ф «Битва за Москву»                     | Александра Пахмутова               | Николай Добронравов                         | Лев Лещенко                                                | |
| 6  | Солдатка                                                                              | Виктор Резников                    | Сергей Островой                             | Людмила Сенчина                                            | |
| 7  | Танго для всех                                                                        | Александр Журбин                   | Иосиф Шлёнский                              | Иосиф Кобзон                                               | |
| 8  | У песни тоже есть душа                                                                | Роберт Амирханян                   | Артур Горин                                 | Эрна Юзбашян                                               | |
| 9  | Счастливый миг, счастливый час                                                        | Сергей Баневич                     | Татьяна Калинина                            | Альберт Асадуллин                                          | |
| 10 | Облака                                                                                | Илья Олейников-Ростовский          | Николай Дуксин                              | Эдита Пьеха                                                | |
| 11 | Свидание с Москвой (из к-ф «Валентин и Валентина»)                                    | Евгений Дога                       | Майя Лаписова                               | Надежда Чепрага и Леонид Серебренников                     | |
| 12 | Паромщик                                                                              | Игорь Николаев                     | Николай Зиновьев                            | Алла Пугачёва (народная артистка РСФСР)                    | |
| 13 | Песне моей поверь (из муз. радиоспектакля «Песне моей поверь» по пьесе М. Щербаченко) | Полад Бюль Бюль-оглы               | Михаил Щербаченко                           | Муслим Магомаев                                            | |
| 14 | Аист на крыше                                                                         | Давид Тухманов                     | Анатолий Поперечный                         | София Ротару                                               | |
| 15 | Свежий ветер                                                                          | Павел Аедоницкий                   | Анатолий Ковалёв                            | Лев Лещенко                                                | |
| 16 | 2 отделение: Мир без чудес                                                            | В.Быстряков — А. Дмитрук           | А.Костинский                                | Ирина Понаровская                                          | |
| 17 | Салют                                                                                 | Юрий Маликов                       | Владимир Пресняков (ст.) — Борис Салибов    | ВИА «Самоцветы»                                            | песню представил ведущий Дмитрий Полетаев                                                                    |
| 18 | Час свидания                                                                          |                                    |                                             | Юрий Волынцев                                              | |
| 19 | Дебют (на груз. яз.)                                                                  | Нугзар Эргемлидзе                  |                                             | ВИА-75, солист Леван Лазаришвили                           | |
| 20 | День весны                                                                            | Серафим Туликов                    | Михаил Пляцковский                          | Иосиф Кобзон                                               | |
| 21 | Новый дом                                                                             | Игорь Якушенко                     | Игорь Шаферан                               | Валерий Золотухин                                          | песню представил вед. прогр. «Вокруг смеха» поэт-пародист Александр Иванов                                   |
| 22 | В доме моём                                                                           | Давид Тухманов                     | Анна Саед-шах                               | София Ротару                                               | |
| 23 | Первое свидание                                                                       | Василий Раинчик                    | Геннадий Буравкин, перевод П. Кошеля)       | ВИА «Верасы», сол. Ядвига Поплавская и Александр Тиханович | |
| 24 | Элегия                                                                                | Муслим Магомаев                    | Николай Добронравов                         | Муслим Магомаев                                            | |
| 25 | Радоваться жизни                                                                      | Павел Аедоницкий                   | Игорь Кохановский                           | Ольга Седова                                               | |
| 26 | Живи родник                                                                           | Вячеслав Добрынин                  | Владимир Дюков                              | Сергей Беликов                                             | |
| 27 | Город снов                                                                            | Фарух Закиров                      | Алексей Дидуров                             | ВИА «Ялла»                                                 | |
| 28 | Три минуты                                                                            | Раймонд Паулс                      | Михаил Танич                                | Валерий Леонтьев                                           | |
| 29 | Плач гитары                                                                           | Владимир Соколов                   | Феликс Гарсия Лорка, пер. Марины Цветаевой) | Галина Беседина, партия на гитаре Владимир Соколов         | |
| 30 | Пароход                                                                               | Николай Минх                       | Анатолий Д’Актиль                           | Ансамбль «Верные друзья»                                   | |
| 31 | Немое кино                                                                            | Никита Богословский                | Филипп Жерар — Михаил Пляцковский           | Валентина Толкунова                                        | |
| 32 | Комарово (Я уеду в Комарово)                                                          | Игорь Николаев                     | Михаил Танич                                | Игорь Скляр                                                | предст. прогр. «Что? Где? Когда?», игроки Никита Шангин, Нурали Латыпов, Леонид Владимирский и Виктор Сиднев |
| 33 | Делу время                                                                            | Раймонд Паулс                      | Илья Резник                                 | Алла Пугачёва                                              | |
| 34 | Карнавал                                                                              | Владимир Назаров — Александр Перов | Александр Шишов                             | Ансамбль п/у Владимира Назарова                            | |
| 35 | Наедине со всеми                                                                      | Владимир Шаинский                  | Анатолий Поперечный                         | Валерий Леонтьев со всеми участниками                      | |
| 36 | Майский вальс                                                                         | Игорь Лученок                      | Михаил Ясень                                | Ярослав Евдокимов                                          | |

## Популярные песни года, не представленные на фестивале
На финальный концерт не попали такие хиты 1985 года, как:
- «Лаванда» (Владимир Матецкий — Михаил Шабро, исполнители София Ротару и Яак Йоала)[10] (лауреат Песни-86).
- «Вагонные споры» (Андрей Макаревич)[11].
- «Островок» (Форум).